# Funny Man
Funny Man ist eine Horrorkomödie des Regisseurs Simon Sprackling, produziert 1994 in Großbritannien für ein Budget von ca. einer Million Pfund Sterling. Der Film war ursprünglich als ernster Horrorfilm konzipiert und wurde in Teilen als solcher abgedreht. Da Tim James seine Figur während der Produktion aber massiv weiterentwickelte, ignorierte Sprackling im weiteren Verlauf der Dreharbeiten das Drehbuch. Weite Teile des letztendlich fertiggestellten Films sind improvisiert.
Laut Spracklings Produktionsnotizen (die u. a. der britischen LaserDisc des Films beiliegen) standen er und weitere Schlüsselfiguren der Produktion während der Dreharbeiten wiederholt unter dem Einfluss von Drogen.

## Handlung
Der Musikproduzent Max Taylor gewinnt von Callum Chance (Christopher Lee) beim Kartenspielen ein altes Schloss, in das er mitsamt seiner Familie einzieht. Im Schloss befreit Taylor versehentlich den Funny Man, einen mörderischen Harlequin, der nach und nach Taylors Familie umbringt.

## Kritiken
- Teleboy.ch: „Schwarzhumorig im Monty-Python-Stil inszeniert. Grusellegende Christopher Lee glänzt als düsterer Schlossherr.“[1]
- Fernsehen.ch: „Simon Sprackling, der für Regie und Drehbuch verantwortlich zeichnet, gelang mit 'Funny Man' ein furioses Regiedebüt.“[2]

## Auszeichnungen
Simon Sprackling wurde 1995 für den „International Fantasy Film Award“ des „Festival Internacional de Cinema do Porto“ nominiert.